# Kazimiera Lutówna
Kazimiera Lutówna właśc. Katarzyna Tekla Luty (ur. 27 maja 1899 w Raciborowicach. zm. 14 grudnia 1966 w Myślenicach) – polska aktorka teatralna, tancerka.

## Życiorys
Debiutowała w 1917 roku, grając najpierw w krakowskim Teatrze Ludowym, a następnie w Teatrze Powszechnym. Równocześnie kształciła się w szkole tańca Eugeniusza Koszutskiego oraz w Miejskiej Szkole Dramatycznej pod kierunkiem Józefa Wiśniowskiego. W 1920 roku zdała egzamin aktorski ZASP. W latach 1922–1924 była członkinią zespołu Opery i Operetki Krakowskiej, z którym to uczestniczyła w objazdowych przedstawieniach. Następnie występowała w zespole baletowym Teatru Miejskiego w Bydgoszczy (1924), w Teatrze Miejskim w Grudziądzu (1924-1925) oraz w Płocku w zespole Jana Otrembskiego (1926). W latach 1926-1933 należała do krakowskiego zespołu objazdowego Operetki Nowości, z którym odwiedziła m.in. Grudziądz. Płock, Warszawę, Lublin, Wilno i Grodno. Od 1933 roku do wybuchu II wojny światowej mieszkała we Lwowie, sporadycznie występując na tamtejszych scenach.
Podczas wojny była dwukrotnie aresztowana: we Lwowie i w Krakowie. Po zakończeniu walk występowała na scenach krakowskich: w Domu Żołnierza, w Teatrze Wesoła Gromadka (1947), a następnie w Teatrze Młodego Widza oraz Teatrze Rozmaitości (od 1958). Zmarła w szpitalu w Myślenicach, wskutek obrażeń odniesionych w katastrofie autobusowej w dniu 14 grudnia 1966 roku na "Zakopiance" niedaleko Lubnia. Wówczas to pojazd wiozący m.in. grupę aktorów na spektakl w Zakopanem zderzył się z innym autokarem, wiozącym dzieci. W wypadku zginęli również aktorzy: Danuta Lipińska-Nowakowska, Józef Barański, Adam Fiut i Jan Zieliński. Została pochowana na cmentarzu Rakowickim w Krakowie.
W 1946 roku została odznaczona Brązowym Krzyżem Zasługi „za gorliwą pracę i wzorowe wypełnianie obowiązków służbowych”.